# Стеркулієві
Стеркулієві (лат. Sterculioideae) — підродина дводольних, переважно тропічних рослин, входить в родину Мальвові. Раніше розглядалася як самостійна родина Sterculiaceae Vent..
Дерева і чагарники, рідше трави. Квітки зазвичай правильні, переважно обох статей, в складних суцвіттях. Чашолистки 5 або (рідше) 3, що зрослися біля основи. Пелюсток 5; нерідко вони скорочені або відсутні. Тичинки в 2 кола (в зовнішньому — часто перетворені в стамінодії або зовсім не розвиваються): нитки тичинок — зрощені в трубочку. У багатьох стеркулієвих тичинки і маточка підносяться над оцвітиною (на андрогінофорі). Гінецей здебільшого з 5 плодолистків.
Практичне значення мають види родів кола (Cola) і стеркулія (Sterculia).

## Роди
- Acropogon Schltr.
- Brachychiton Schott & Endl.
- Cola Schott & Endl. — Кола
- Firmiana Marsili — Фірміана
- Franciscodendron B.Hyland & Steenis
- Heritiera Aiton
- Hildegardia Schott & Endl.
- Octolobus Welw.
- Pterocymbium R.Br.
- Pterygota Schott & Endl.
- Scaphium Schott & Endl.
- Sterculia L. — Стеркулія